# Paul Michael Glaser
Paul Michael Glaser, született Paul Manfred Glaser (Cambridge, 1943. március 25. –) amerikai színész, filmrendező és forgatókönyvíró.
1975-ben vált ismertté a Starsky és Hutch című televíziós sorozatban, melyben 1979-ig alakította Dave Starsky nyomozót és rendezőként is több epizódot készített. Ezt követően a Miami Vice és az Amynek ítélve című sorozatoknak is rendezett epizódokat – előbbivel 1985-ben Primetime Emmy-díjra jelölték legjobb rendező (drámasorozat) kategóriában.
1971-ben debütált a mozivásznon a Hegedűs a háztetőn című zenés film szereplőjeként. Rendezőként 1987-ben jelent meg A menekülő ember című Stephen King-feldolgozása. 2003-ban a Minden végzet nehéz szereplője volt, 2004-ben a Starsky és Hutch filmváltozatában tűnt fel. A 2000-es évektől leginkább televíziós sorozatokban vállalt szerepléseket.

## Magánélete
Kétszer nősült, első feleségét, Elizabeth Glasert 1980-ban vette el. 1981 augusztusában neje vérátömlesztés közben HIV-fertőzést kapott, miközben első gyermeküket, Arielt szülte meg. Elizabeth csak négy évvel később tudta meg, hogy fertőzött, amikor Ariellel együtt rejtélyes betegség tüneteit fedezte fel magán. A család tesztelése után Elizabeth, Ariel és a házaspár másfél éves fia, Jake is HIV-pozitívnak bizonyult. Ariel három évvel később, hétévesen hunyt el. Elizabeth 1994. december 3-án vesztette életét a betegség következtében.
Glaser később feleségül vette Tracy Barone-t, aki örökbe fogadta az akkor tízéves Jake-t. Házasságuk 2007 júniusában ért véget, miután Glaser válókeresetet indított. Egy 2007-es cikk szerint Jake egészséges maradt, és – mint ahogy Barone 2016-os cikkéből kiderül – tartja a kapcsolatot mostohaanyjával.

## Filmográfia

### Film
Rendező és producer
| Év   | Magyar cím        | Eredeti cím       | Feladatkör | Feladatkör  | Megjegyzések       |
| Év   | Magyar cím        | Eredeti cím       | Rendező    | Producer    | Megjegyzések       |
| ---- | ----------------- | ----------------- | ---------- | ----------- | ------------------ |
| 1986 | Kezesbanda        | Band of the Hand  | Igen       | Nem         |                    |
| 1987 | A menekülő ember  | The Running Man   | Igen       | Nem         |                    |
| 1991 | Dupla dinamit     | Double Impact     | Nem        | Igen        |                    |
| 1992 | Halálforgás       | The Cutting Edge  | Igen       | Nem         |                    |
| 1994 | Afrika csúcsai    | The Air Up There  | Igen       | Nem         |                    |
| 1996 | Kazaam, a szellem | Kazaam            | Igen       | Igen        | alapsztori         |
| 2003 |                   | The Gospel of Lou | Nem        | Részlegesen | tanácsadó producer |

Színész
| Év   | Magyar cím                     | Eredeti cím                           | Szerep                  | Magyar hang      |
| ---- | ------------------------------ | ------------------------------------- | ----------------------- | ---------------- |
| 1971 | Hegedűs a háztetőn             | Fiddler on the Roof                   | Perchik                 | Székhelyi József |
| 1972 | A pillangók szabadok           | Butterflies Are Free                  | Ralph                   | Jakab Csaba      |
| 1980 |                                | Phobia                                | Dr. Peter Ross          |                  |
| 2003 | Minden végzet nehéz            | Something's Gotta Give                | Dave Klein              | Jakab Csaba      |
| 2004 | Starsky és Hutch               | Starsky & Hutch                       | eredeti David Starsky   | Pálfai Péter     |
| 2007 | Orosz rulett élőben            | Live!                                 | hálózati elnök          | Áron László      |
| 2010 | Lego – Clutch Powers kalandjai | Lego: The Adventures of Clutch Powers | Kjeld Playwell (hangja) | Rosta Sándor     |

### Televízió
Rendező
| Év        | Magyar cím          | Eredeti cím               | Megjegyzések                                  |
| --------- | ------------------- | ------------------------- | --------------------------------------------- |
| 1977–1979 | Starsky és Hutch    | Starsky & Hutch           | rendező (5 epizód) forgatókönyvíró (1 epizód) |
| 1984      |                     | Amazons                   | tévéfilm                                      |
| 1984–1985 | Miami Vice          | Miami Vice                | 3 epizód                                      |
| 1985      |                     | Otherworld                | 1 epizód                                      |
| 1987      |                     | Amazing Stories           | 1 epizód                                      |
| 2001–2003 | Amynek ítélve       | Judging Amy               | 2 epizód                                      |
| 2002      | Az Ügynökség        | The Agency                | 3 epizód                                      |
| 2002–2003 | Gyilkossági csoport | Robbery Homicide Division | 3 epizód                                      |
| 2003      |                     | Mister Sterling           | 1 epizód                                      |
| 2004–2005 | Harmadik műszak     | Third Watch               | 2 epizód                                      |
| 2005–2008 | Las Vegas           | Las Vegas                 | 5 epizód                                      |
| 2006      | Titkos küldetés     | E-Ring                    | 1 epizód                                      |
| 2007      | Áldott jó nyomozó   | Raines                    | 1 epizód                                      |
| 2008      | Gyilkos elmék       | Criminal Minds            | 1 epizód                                      |

Producer

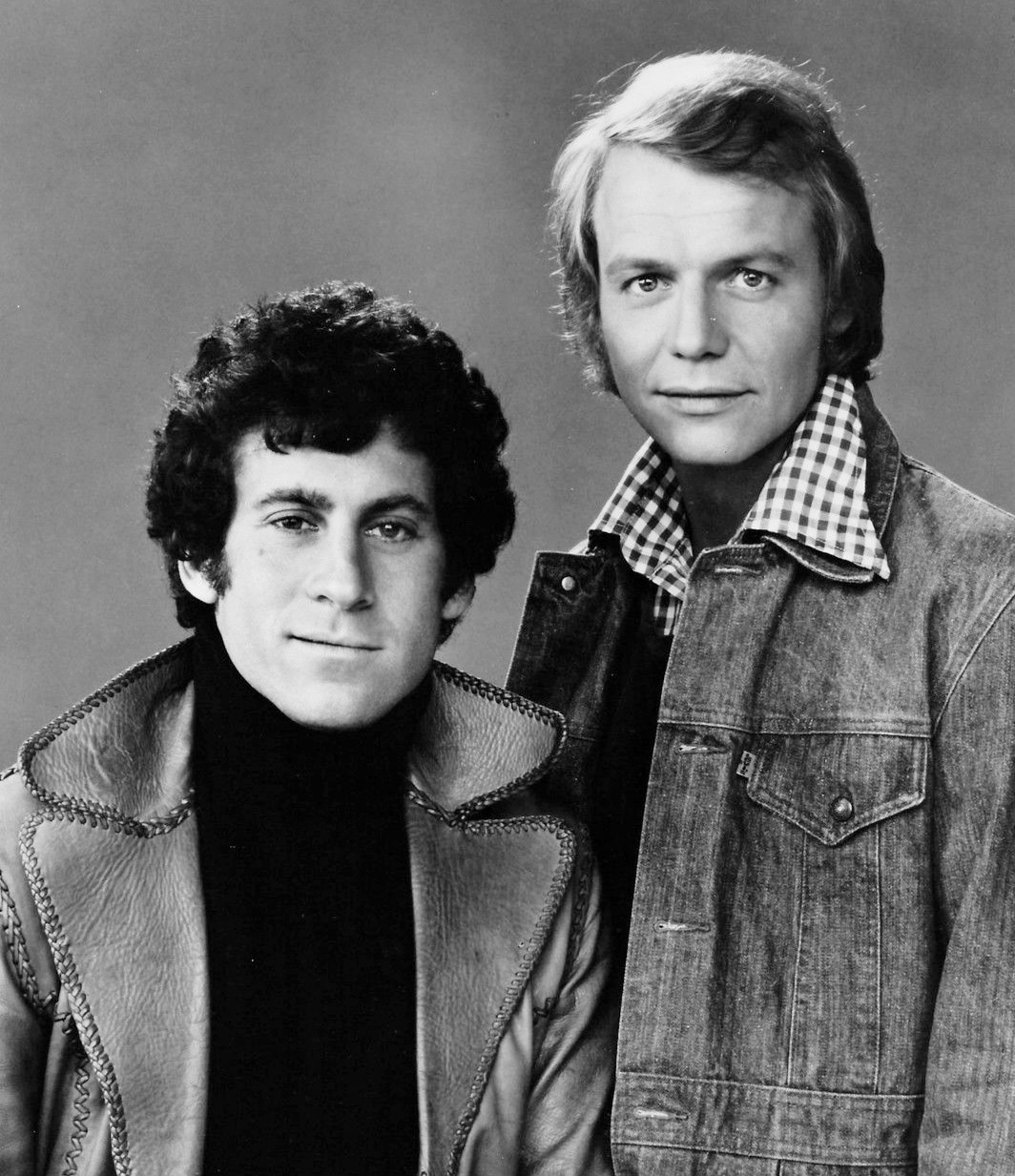
Glaser (balra) és David Soul, a Starsky és Hutch címszereplői 1975-ben

Shark Tank (2010–2014) – társproducer (77 epizód)
Színész
| Év        | Magyar cím              | Eredeti cím                     | Szerep                     | Megjegyzések                                           |
| --------- | ----------------------- | ------------------------------- | -------------------------- | ------------------------------------------------------ |
| 1969–1970 |                         | Love Is a Many Splendored Thing | Dr. Peter Chernak          | 586 epizód                                             |
| 1972      | San Francisco utcáin    | The Streets of San Francisco    | Jason Kampacalas           | 1 epizód                                               |
| 1972      |                         | Cannon                          | Jason Logan                | 1 epizód                                               |
| 1973      |                         | The Waltons                     | Todd Cooper                | 1 epizód                                               |
| 1974      | Rockford nyomoz         | The Rockford Files              | Ralph Correll              | 1 epizód                                               |
| 1974      | Kojak                   | Kojak                           | Lou Giordino               | - 1 epizód - magyar hangja: - Mihályi Győző            |
| 1975–1979 | Starsky és Hutch        | Starsky & Hutch                 | David Starsky nyomozó      | - főszereplő (92 epizód) - magyar hangja: - Háda János |
| 1976      |                         | The Great Houdini               | Harry Houdini (Weisz Erik) | tévéfilm                                               |
| 1983      |                         | Princess Daisy                  | North                      | minisorozat (2 epizód)                                 |
| 1984      | Támadás a félelem ellen | Attack on Fear                  | Dave Mitchell              | - tévéfilm - magyar hangja: - Sebestyén András         |
| 2001      | Megtartani mindenáron   | And Never Let Her Go            | Frank Gugliatta            | tévéfilm                                               |
| 2004–2005 | Harmadik műszak         | Third Watch                     | Jack Steeper százados      | 3 epizód                                               |
| 2005      | Könnyű prédák           | Ladies Night                    | Pavalek / Art Kirkland     | tévéfilm                                               |
| 2008      | A főnök                 | The Closer                      | Davis Mayhan               | 1 epizód                                               |
| 2008      | Gyilkos elmék           | Criminal Minds                  | Garrity nyomozó            | 1 epizód                                               |
| 2008      | Gyilkos számok          | Numbers                         | Brett Hanson               | 1 epizód                                               |
| 2009      | A mentalista            | The Mentalist                   | Walter Crew                | 1 epizód                                               |
| 2013–2019 | Ray Donovan             | Ray Donovan                     | Alan                       | 4 epizód                                               |
| 2019      | Grace és Frankie        | Grace and Frankie               | Leo                        | 2 epizód                                               |

## Fordítás
- Ez a szócikk részben vagy egészben  a   Paul Michael Glaser című angol Wikipédia-szócikk ezen változatának fordításán alapul.  Az eredeti cikk szerkesztőit annak laptörténete sorolja fel. Ez a jelzés csupán a megfogalmazás eredetét és a szerzői jogokat jelzi, nem szolgál a cikkben szereplő információk forrásmegjelöléseként.